# Chrissy Metz
Christine Michelle Metz, detta Chrissy (Homestead, 29 settembre 1980), è un'attrice statunitense, candidata a due Golden Globe e un Premio Emmy.

## Biografia
Nata il 29 settembre 1980 a Homestead, in Florida, Metz è cresciuta in una famiglia di origini varie, con radici americane e alle sue spalle una storia che intreccia diverse culture. Visse per alcuni anni in Giappone e raccontò che il suo primo lavoro fu in un McDonald's. Dopo i suoi studi alla "Ridgeway High School" di California, Metz ha iniziato la sua carriera nel mondo dello spettacolo lavorando come assistente per un agente di talenti a Los Angeles.
Divenne popolare per il ruolo marginale di Barbara/Ima Wiggles in American Horror Story: Freak Show, dove, nonostante fosse già obesa, dovette indossare un costume per apparirlo ancora di più. Raggiunse la fama mondiale in This Is Us, che ha debuttato nel 2016, in cui il suo personaggio, Kate, affronta temi complessi legati all'immagine corporea, alla salute mentale e alle dinamiche familiari, rendendo Metz un'icona per molti spettatori.
Oltre al suo lavoro in televisione, Metz ha avuto un'influenza significativa nella cultura popolare e ha utilizzato la sua piattaforma per affrontare questioni relative all'accettazione di sé e alla salute. Nel 2018 ha pubblicato il suo libro di memorie intitolato This Is Me: Loving the Person You Are Today, dove racconta le sue esperienze personali, le sfide e le vittorie nel suo percorso verso l'accettazione del proprio corpo e della propria identità.
Metz ha ricevuto numerosi riconoscimenti per il suo lavoro, tra cui nomination agli Emmy e ai Golden Globe. Oltre alla sua carriera di attrice, ha anche cantato, esibendosi in vari eventi e colonne sonore, mostrando le sue abilità vocali.

## Vita privata
Chrissy Metz nel 2008 si è sposata con il giornalista britannico Martyn Eaden. I due si sono separati nel 2013 e hanno ufficializzato il divorzio nel 2015.

### Salute
In un'intervista del 2017 a The Hollywood Reporter, Chrissy ha dichiarato di essere "nata cicciottella".
"Sono stata cicciottella per tutta la vita [...] Man mano che crescevo, in momenti diversi, ero più magra o più attiva o facevo sport, ma sicuramente sono sempre stata una bambina più cicciottella".
E questo ha avuto un impatto sul suo rapporto con il cibo fin da piccola. Chrissy ha anche detto a The Hollywood Reporter di potersi relazionare con Kate perché hanno avuto lotte simili con il peso, oltre che con genitori che non sapevano bene come affrontarle.
"Ricordo che andavo a Weight Watchers quando avevo 11 anni", ha raccontato. “Ero la persona più giovane in quella dannata stanza ed era imbarazzante.” “Il cibo per me è sempre stato un calmante. Era un modo per non sentire qualcosa", ha inoltre spiegato.
In passato, sembra che Chrissy Metz arrivò a pesare 181 kg, ed è un dato verosimile vista la sua obesità. Tuttavia lei non parlò mai esplicitamente del suo peso. Pare che recentemente abbia perso parecchio peso (circa 45 kg). Dunque, attualmente, è probabile che il suo peso si aggiri sui 136 kg. La Metz stessa, tuttavia, affermò che per lei non sono importanti i numeri sulla bilancia.
"Non mi preoccupo dei numeri", ha rivelato. "Mi incasinano solo la mente".

## Filmografia

### Cinema
- Loveless in Los Angeles, regia di Archie Gips (2007)
- News Movie (The Onion Movie), regia di James Kleiner (2008)
- Sierra Burgess è una sfigata (Sierra Burgess Is a Loser), regia di Ian Samuels (2018)
- Atto di fede (Breakthrough), regia di Roxann Dawson (2019)

### Televisione
- Entourage – serie TV, episodio 2x07 (2005)
- All of Us – serie TV, episodio 3x02 (2005)
- My Name Is Earl – serie TV, episodio 4x06 (2008)
- Solving Charlie, regia di Gregory Hoblit – film TV (2009)
- Huge - Amici extralarge – serie TV, episodio 1x04 (2010)
- American Horror Story: Freak Show – serie TV, 5 episodi (2014-2015)
- This Is Us – serie TV, 98 episodi (2016-2022)
- The Last O.G. – serie TV, episodio 1x05 (2018)
- Superstore – serie TV, episodio 4x20 (2019)

## Riconoscimenti
- Premio Emmy
  - 2017 – Candidatura alla miglior attrice non protagonista in una serie drammatica per This Is Us
- Golden Globe
  - 2017 – Candidatura alla miglior attrice non protagonista in una serie drammatica per This Is Us
  - 2018 – Candidatura alla miglior attrice non protagonista in una serie drammatica per This Is Us
- Screen Actors Guild Awards
  - 2019 – Miglior cast per This Is Us
  - 2018 – Miglior attrice in una serie TV per This Is Us
- Teen Choice Awards
  - 2017 – Candidatura alla migliore attrice non protagonista in una serie TV per This Is Us
  - 2018 – Candidatura alla miglior star televisiva per This Is Us
  - 2019 – Candidatura alla miglior attrice in un film drammatico per Breakthrough

## Doppiatrici italiane
Nelle versioni in italiano, Chrissy Metz è stata doppiata da:
- Claudia Razzi in This Is Us
- Emanuela D'Amico in American Horror Story: Freak Show
- Ilaria Giorgino in Sierra Burgess è una sfigata
- Francesca Guadagno in Atto di fede